# El Bsabsa
El Bsabsa  (in arabo البسابسا‎?) è un centro abitato e comune rurale del Marocco situato nella provincia di Taounate, regione di Fès-Meknès. Conta una popolazione di 8 019 abitanti (censimento 2014).